# Магдалена фон Бранденбург (1582 – 1616)
Вижте пояснителната страница за други личности с името Магдалена фон Бранденбург.
Магдалена фон Бранденбург (на немски: Magdalena von Brandenburg, * 7 януари 1582 в Берлин, † 4 май 1616 в Дармщат) е принцеса от Бранденбург от фамилията Хоенцолерн и чрез женитба ландграфиня на Хесен-Дармщат (1598-1616).
Тя е дъщеря на курфюрст Йохан Георг фон Бранденбург (1525–1598) и третата му съпруга Елизабет фон Анхалт (1563–1607), дъщеря на княз Йоахим Ернст фон Анхалт.
Магдалена, малко след смъртта на баща ѝ, се омъжва на 14 юни 1598 г. в Берлин за ландграф Лудвиг V (1577–1626) от род Дом Хесен, с когото е сгодена една година преди това. Те имат децата:
- Елизабет Магдалена (1600–1624), ∞ 1617 херцог Лудвиг Фридрих фон Вюртемберг-Мьомпелгард (1586–1631)
- Анна Елеонора (1601–1659), ∞ 1617 херцог Георг фон Брауншвайг-Люнебург (1582–1641)
- Мария (1602−1610)
- София Агнес (1604–1664), ∞ 1624 пфалцграф Йохан Фридрих фон Зулцбах (1587−1644)
- Георг II (1605–1661), ландграф на Хесен-Дармщат
- Юлиана (1606–1659), ∞ 1631 граф Улрих II фон Източна Фризия (1605–1648)
- Амалия (1607–1627)
- Йохан (1609–1651), ландграф на Хесен-Браубах
- Хайнрих (1612–1629)
- Хедвиг (1613–1614)
- Лудвиг (*/† 1614)
- Фридрих (1616–1682), кардинал, княжески епископ на Бреслау (1671–1682)

Магладена умира в Дармщат на 4 май 1616 г. От мъка по нея Лудвиг прави поклонение от 1618 до 1619 г. в Светите земи.